# Baron Blyth
Baron Blyth, of Blythwood in the County of Essex, ist ein erblicher britischer Adelstitel in der Peerage of the United Kingdom.
Familiensitz der Barone ist Blythwood Estate bei Athenry im County Galway.

## Verleihung und nachgeordnete Titel
Der Titel wurde am 19. Juli 1907 für den Geschäftsmann Sir James Blyth, 1. Baronet geschaffen. Bereits am 30. August 1895 war ihm der fortan nachgeordnete Titel Baronet, of Blythwood in the Parish of Stansted Mountfitchet in the County of Essex, verliehen worden. Heutiger Titelinhaber ist seit 2009 dessen Ur-urenkel als 5. Baron.

## Liste der Barone Blyth (1907)
- James Blyth, 1. Baron Blyth (1841–1925)
- Herbert Blyth, 2. Baron Blyth (1868–1943)
- Ian Blyth, 3. Baron Blyth (1905–1977)
- Anthony Blyth, 4. Baron Blyth (1931–2009)
- James Blyth, 5. Baron Blyth (* 1970)

Titelerbe (Heir Apparent) ist der Sohn des aktuellen Titelinhabers, Hon. Hugo Blyth (* 2006).